# 普賴爾島
普賴爾島（英語：Prior Island），是南極洲的島嶼，位於維多利亞地的斯科特海岸，長1.9公里，處於蘭普盧島以東，由英國探險隊繪入地圖和命名，現時由南極條約體系管理。